# Willi Apel
Willi Apel (* 10. Oktober 1893 in Konitz (heute Chojnice) als Willi Appelbaum; † 14. März 1988 in Bloomington, Indiana, USA) war ein in Deutschland geborener US-amerikanischer Musikwissenschaftler.

## Leben
Willi Apel wurde im damals westpreußischen Konitz als Sohn von Justizrat Max Appelbaum (1867–1910) und Ida geb. Schoenlank (1869–1935?) geboren. Seine Geschwister waren Hans Apel (1895–1989) und Lotte Appelbaum (1897–1939/40).
Sein 1912 an der Universität Bonn begonnenes Mathematikstudium unterbrach er in Folge des Ersten Weltkriegs und setzte es von 1918 bis 1922 an verschiedenen Universitäten der Weimarer Republik fort. In dieser Zeit vertiefte sich sein Interesse an Musik, bis er zum hauptberuflichen Musikologen und zu  einem der einflussreichsten Musikwissenschaftler des 20. Jahrhunderts wurde. Parallel zu seinem Mathematikstudium studierte er von 1918 bis 1912 in Berlin Klavier bei Leonid Kreutzer, Edwin Fischer, Moritz Mayer-Mahr und Carl Adolf Martienssen. Zwischen 1922 und 1936 arbeitete er an der Freien Schulgemeinde Wickersdorf, dem Luisenstädtischen Gymnasium und an verschiedenen anderen Gymnasien in Berlin als Mathematik- und Musiklehrer. Währenddessen studierte er Musikwissenschaften und wurde 1936 mit einer Arbeit über „Accidentien und Tonalität in den Musikdenkmälern des 15. und 16. Jahrhunderts“ zum Dr. phil. promoviert.
Noch im gleichen Jahr emigrierte Apel in die USA. Hier unterrichtete er von 1936 bis 1943 als Lecturer of music an der „Longy School of Music“ in Cambridge (Massachusetts). Zeitgleich war er von 1938 bis 1942 an der Harvard University und am Radcliffe College tätig. Von 1950 bis 1970 unterrichtete er als Professor für Musikwissenschaften an der Indiana University. 1958 war er als Gastprofessor an der Universität Heidelberg und an der Freien Universität Berlin tätig. Seit 1963 emeritiert, verstarb er 1988.
Zu seinen umfangreichen Nachschlagewerken gehören das 1944 veröffentlichte Harvard Dictionary of Music sowie die Historical Anthology of Music, die er 1949 gemeinsam mit Archibald Thompson Davison herausgab. Er verfolgte dabei den Ansatz, der Musik des Mittelalters, der Renaissancemusik und der Weltmusik ebenso viel Aufmerksamkeit wie bekannten Klassikern im Range von Mozart oder Beethoven zukommen zu lassen. Sein Dictionary of Music sowie die Notation der polyphonen Musik gelten als „musikwissenschaftliche Standardwerke“.
Nach seinem Tod gründete seine Witwe Ursula Apel-Siemering zu seinem Andenken eine Stiftung zur Förderung der Studenten Alter Musik an der „School of Music“ der Indiana University.

## Publikationen
- Accidentien und Tonalität in den Musikdenkmälern des 15. und 16. Jahrhunderts (= Collection d'études musicologiques. Band 24). 2. Auflage. Koerner, Baden-Baden 1972, ISBN 3-87320-524-6.
- als Herausgeber: Harvard Dictionary of Music. 2. Auflage. Belknap Press, Cambridge, Massachusetts 1969, ISBN 0-674-37501-7.
- The Notation of Polyphonic Music, 900–1600 (= Mediaeval Academy of America Publications. Nr. 38). 5. Auflage. Mediaeval Academy of America, Cambridge, Massachusetts 1961, LCCN 61-012067, OCLC 616117 (amerikanisches Englisch, archive.org).
  - Übersetzt als: Die Notation der polyphonen Musik 900–1600 (= BV. Nr. 180). 5. Auflage. Breitkopf & Härtel, Wiesbaden 2006, ISBN 3-7651-0180-X.
- Masters of the Keyboard: A Brief Survey of Pianoforte Music. Harvard University Press, Cambridge, Massachusetts 1947, ISBN 0-674-55300-4.
- Geschichte der Orgel- und Klaviermusik bis 1700. Bärenreiter, Kassel 1967, ISBN 3-7618-1668-5.
  - Übersetzt als: The History of Keyboard Music to 1700. Indiana University Press, Bloomington, Indiana 1972, ISBN 0-253-21141-7 (amerikanisches Englisch).
- Die italienische Violinmusik im 17. Jahrhundert (= Archiv für Musikwissenschaft (Beiheft). Band 21). Steiner, Wiesbaden 1983, ISBN 3-515-03786-1.
  - Übersetzt als: Thomas Binkley (Hrsg.): Italian Violin Music of the Seventeenth Century. Indiana University Press, Bloomington, Indiana 1990, ISBN 0-253-30683-3 (amerikanisches Englisch).